# スルピキウス氏族
スルピキウス氏族 (ラテン語: Gens Sulpicia) は、古代ローマの氏族のひとつ。紀元前5世紀にパトリキのカメリヌス家が興隆した他、枝族が多く執政官を輩出している。特にガルバ家は皇帝ガルバを出した。

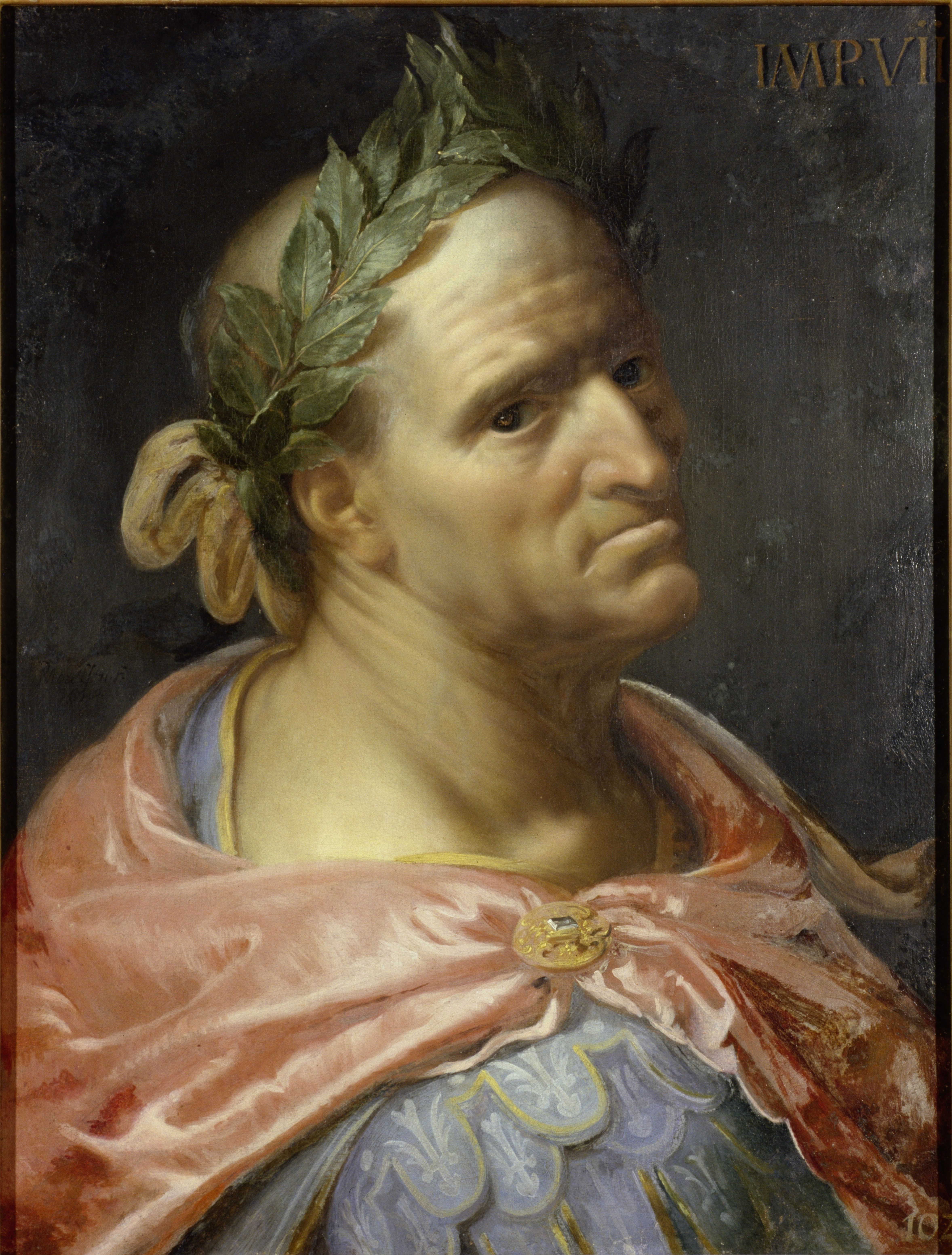
パウルス・モレールス画、カプート城の最初のローマ皇帝12人シリーズより『ガルバ』

## メンバー

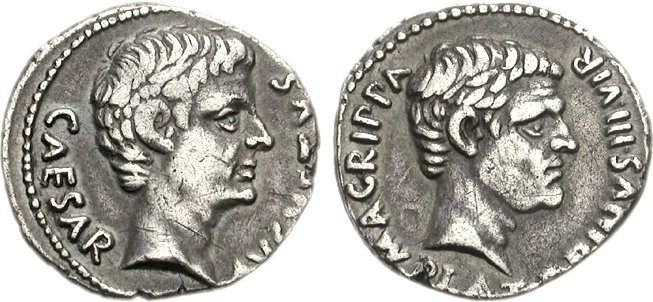
紀元前13年にガイウス・スルピキウス・プラトリヌスによって鋳造されたデナリウス銀貨。アウグストゥスとアグリッパの横顔が刻まれている

### カメリヌス家
- プブリウス
  - セルウィウス・スルピキウス・カメリヌス・コルヌトゥス：紀元前500年の執政官
    - (紀元前490年の執政官？)
      - セルウィウス・スルピキウス・カメリヌス・コルヌトゥス (紀元前461年の執政官)
        - クィントゥス・スルピキウス・カメリヌス・プラエテクスタトゥス：紀元前434年の執政官もしくは執政武官
          - セルウィウス・スルピキウス・カメリヌス：紀元前393年の補充執政官、391年の執政武官

        - セルウィウス
          - クィントゥス・スルピキウス・カメリヌス・コルヌトゥス (紀元前402年の執政武官)：紀元前398年も執政武官
- クィントゥス・スルピキウス・カメリヌス・コルヌトゥス：紀元前490年の執政官
- ガイウス・スルピキウス・カメリヌス：紀元前382年の執政武官
- セルウィウス・スルピキウス・カメリヌス・ルフス：紀元前345年の執政官
- クィントゥス・スルピキウス・カメリヌス：紀元9年の執政官

### ロングス家
- クィントゥス・スルピキウス・ロングス：紀元前390年の執政武官
  - セルウィウス
    - ガイウス・スルピキウス・ロングス：紀元前337年、323年、314年の執政官

### ルフス家
- セルウィウス・スルピキウス・ルフス：紀元前388年、384年、383年の執政武官
- プブリウス・スルピキウス・ルフス：紀元前88年の護民官[1]
- プブリウス・スルピキウス・ルフス (紀元前42年のケンソル)：カエサルの下レガトゥスとして活躍。その後もイリュリクム、ビテュニア、ポントゥス担当プロマギストラテスを歴任[2]
- クィントゥス
  - セルウィウス・スルピキウス・ルフス (紀元前51年の執政官)[3]

### プラエテクスタトゥス家
- セルウィウス・スルピキウス・プラエテクスタトゥス：紀元前377年、376年、370年、368年の執政武官

### ペティクス家
- クィントゥス
  - マルクス
    - ガイウス・スルピキウス・ペティクス：紀元前364年、361年、355年、353年、351年の執政官

### サウェッリオ家
- プブリウス
  - セルウィウス
    - プブリウス・スルピキウス・サウェッリオ：紀元前304年の執政官
      - プブリウス・スルピキウス・サウェッリオ：紀元前279年の執政官

### パテルクルス家
- クィントゥス
  - クィントゥス

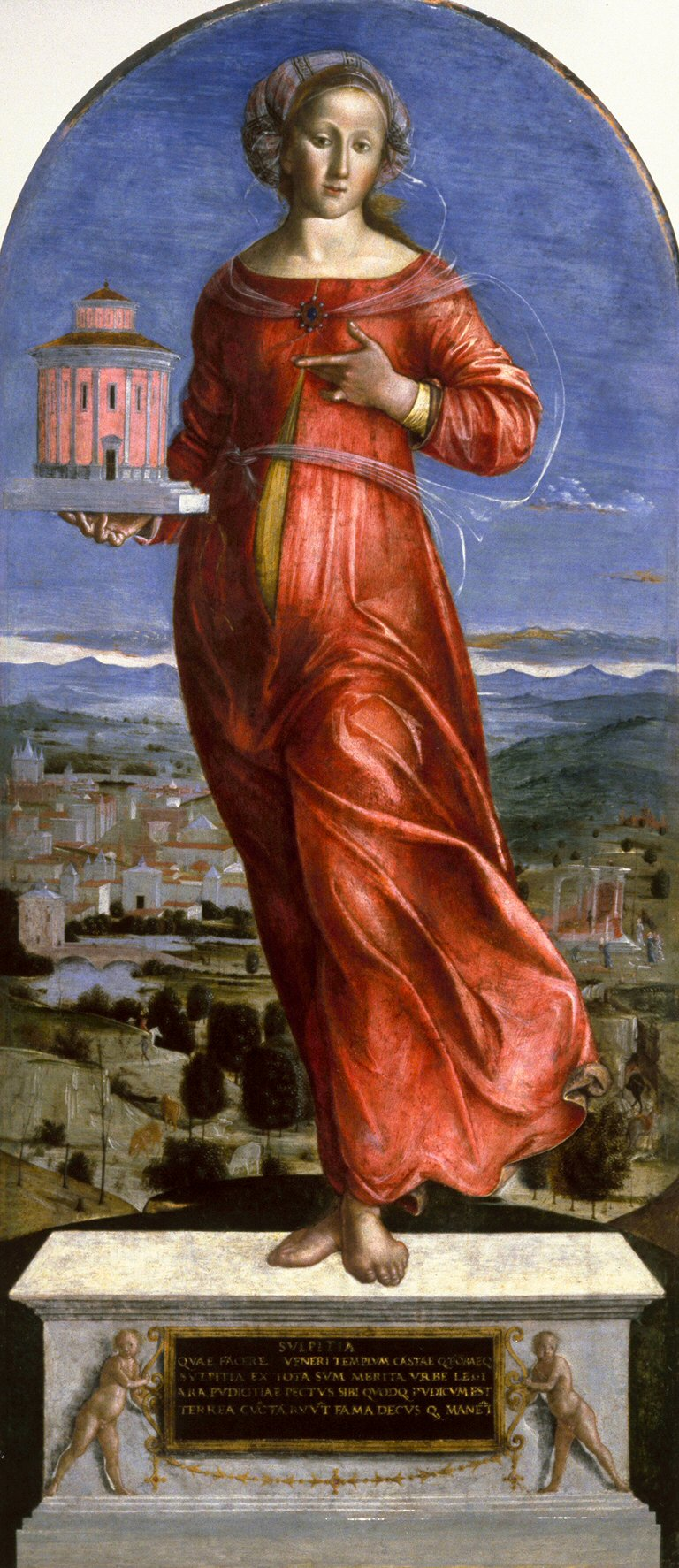
ピエトロ・ディ・フランチェスコ・デリ・オリオリ画、『スルピキア』(1493年頃)、ウォルターズ美術館所蔵

    - ガイウス・スルピキウス・パテルクルス：紀元前258年の執政官
      - スルピキア：恐らくガイウス・スルピキウス・パテルクルスの娘でマルクス・フルウィウス・フラックス (紀元前264年の執政官)の妻。100名の女性の中からシビュラの書の手順に従いウェヌス・ウェルティコルディアに捧げる像のモデルとして選ばれた[4]

### ガルス家
- セルウィウス
  - ガイウス
    - ガイウス・スルピキウス・ガッルス：紀元前243年の執政官
- ガイウス (紀元前243年の執政官？)
  - ガイウス(紀元前211年の法務官）
    - ガイウス・スルピキウス・ガッルス：紀元前166年の執政官

### ガルバ家
スエトニウスによると、ガルバというコグノーメンの由来ははっきりしておらず、火攻めの際に使用した脂の名前「ガルバヌム」、いつもしていた羊毛の包帯に塗っていた薬「ガルベウム」、太っていたためガリア人に「ガルバ（太鼓腹）」と呼ばれた、それとは逆に「ガルバ」という虫のように痩せていた、など諸説あるという
- プブリウス（・スルピキウス・サウェッリオ？）
  - セルウィウス・スルピキウス（・サウェッリオ・ガルバ？）
    - ？セルウィウス・スルピキウス・ガルバ：紀元前208年のアエディリス
    - プブリウス・スルピキウス・ガルバ・マクシムス：紀元前211年、200年の執政官
      - セルウィウス (紀元前187年のプラエトル？)
        - セルウィウス・スルピキウス・ガルバ：紀元前144年の執政官
          - セルウィウス・スルピキウス・ガルバ：紀元前108年の執政官
          - ガイウス・スルピキウス・ガルバ：紀元前121年頃の土地分配三人委員。恐らくアフリカでグラックス弟やフルウィウスの死後その仕事を引き継ぐ[6]
            - セルウィウス・スルピキウス・ガルバ：紀元前91年のルカニア担当プラエトル[7]。その後もレガトゥスとしてグナエウス・ポンペイウス・ストラボ[8]やスッラの下[9]で活躍。
              - セルウィウス・スルピキウス・ガルバ (紀元前54年法務官)
                - セルウィウス・スルピキウス：紀元前54年頃の貨幣鋳造三人委員。恐らくガルバ。上記54BCのプラエトルもしくはその息子[10]
- ガイウス・スルピキウス・ガルバ：紀元前202年からの神祇官
- セルウィウス・スルピキウス・ガルバ：紀元前187年の首都プラエトル
- ガイウス・スルピキウス・ガルバ：紀元前171年の首都プラエトル。第三次マケドニア戦争に向けた徴兵や、プブリウス・リキニウス・クラッスス (紀元前171年の執政官)がマケドニアへ向かうのを引き止める使者を選ぶ[11]
- プブリウス・スルピキウス・ガルバ：紀元前66年のプラエトル。紀元前63年の執政官選挙に立候補するも落選[12]
- （クィントゥス・ルタティウス・カトゥルス・カピトリヌス）：紀元前78年の執政官[13]。5年の執政官ガルバの最初の妻で皇帝ガルバの母であるムンミア・アカイアの祖父[5]
  - ガイウス・スルピキウス・ガルバ：共和政末期のプラエトル[14]
    - ガイウス・スルピキウス・ガルバ (5年の執政官)[14]
      - ガイウス・スルピキウス・ガルバ：皇帝ガルバの兄。資産を使い果たして隠遁、後自決[5]
      - セルウィウス・スルピキウス・ガルバ：ローマ帝国皇帝。68年就任

### その他

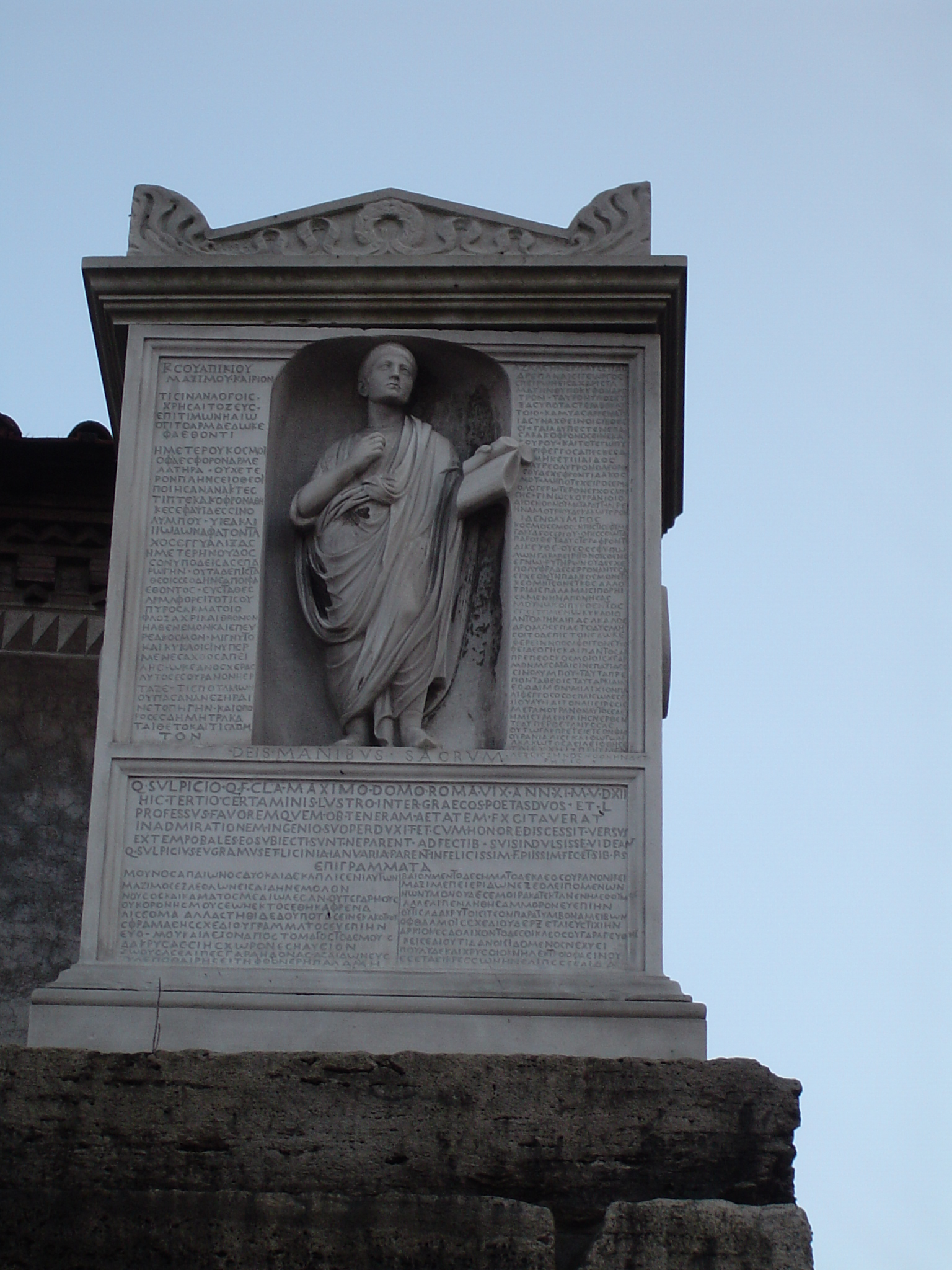
ローマのサラリア門にある詩人クィントゥス・マキシムスの記念碑

- クィントゥス・スルピキウス：紀元前223年の神官
- ガイウス・スルピキウス：紀元前211年のプラエトル、シキリア担当
- ルキウス・スルピキウス：紀元前181年のトリブヌス・ミリトゥム、プロコンスルのルキウス・アエミリウス・パウッルス・マケドニクスの下で戦う
- ガイウス
  - ガイウス・スルピキウス：紀元前103年頃の貨幣鋳造三人委員[15]
- ガイウス・スルピキウス：紀元前63年のプラエトル。執政官キケロの命によりカティリナのクーデター支持者元老院議員ガイウス・コルネリウス・ケテグスの家宅捜索を行い大量の武器を押収[16]
- セルウィウス・スルピキウス：紀元前49年の元老院議員。ユバ1世と共にウティカに入場した一人[17]
- クィントゥス・スルピキウス・マキシムス：幼少にもかかわらず94年の競技会に出場し優勝した詩人。その後11歳で夭逝。